# Buddhapālita
Buddhapālita (c. 470-540) est un philosophe indien bouddhiste de l'école madhyamika.
Il systématisa la méthode qui consiste à pousser jusqu'à l'absurde les conséquences logiques des systèmes adverses. D'où le nom de prasangika (conséquentialistes) donnés aux partisans de cette méthode : Candrakîrti, Shantideva.

### Œuvres principales
- Commentaire des Madhyamaka Karika de Nagarjuna, édi. (de la version tibétaine) par Max Welleser, Delhi, Motilal Banardsidas, 1992.
- Mûlamadhyamaka-vrtti-buddhapâlita (Traité sur les stances de la voie médiane)

### Etudes sur Buddhapālita
- Tachikawa Musashi, "A Study of Buddhapâlita's Mûlamadhyakavrtti", Journal of the Faculty Literature, Nagoya University, vol. 83, 1974.